# 1898 год в истории метрополитена
В этой статье перечисляются основные  события из истории метрополитенов в 1898 году. Полужирным шрифтом выделены открытия новых транспортных систем.

## События
- 11 июля — открыта железнодорожная линия Ватерлоо-энд-Сити, позже ставшая частью Лондонского метрополитена.
- Пётр Иванович Балинский предложил создать разветвлённую сеть столичной железной дороги в Петербурге.[1]